# Itsandzéni
Itsandzéni est une ville de l'union des Comores, situé au Nord-Est sur l'île de Grande Comore (Ngazidja). Chef-lieu de la commun de Nyumamdro, sa population est estimée à 1 578 habitants en 2012. 